# Stazione di Campobello-Ravanusa
La stazione di Campobello-Ravanusa è una stazione ferroviaria posta al km 170+802 della linea Caltanissetta Xirbi-Gela-Siracusa. Serve i centri abitati di Campobello di Licata e di Ravanusa.

## Storia
La stazione venne aperta all'esercizio contestualmente all'apertura, il 23 maggio del 1880, della tratta Campobello-Favarotta di 27 km,.
Nel 1904, con l'aumento della quantità di minerale trasportato agli imbarchi portuali dalla vicina Miniera Trabia-Tallarita, fu costruita una teleferica della lunghezza di 10 km tra i piazzali di raccolta della miniera Trabia-Tallarita e la Stazione di Campobello-Ravanusa allo scopo di caricare lo zolfo sui carri ferroviari per portarlo ai porti di Licata, Terranova (Gela) e Siracusa.

## Strutture e impianti
La stazione è dotata di un fabbricato viaggiatori e servizio a due elevazioni. Il fascio merci è dotato di Ponte a bilico per la pesatura dei veicoli da 40 t, della lunghezza di 6 m e di sagoma limite (in disuso). La stazione è munita di doppio segnalamento di protezione e partenza. In conseguenza dell'attivazione del CTC è stata impresenziata ed esercita in telecomando. Fino agli anni novanta era presenziata, solo per l'esercizio commerciale, dalle ore 6:00 alle 13:12.

## Traffico
Attualmente (2021) tre coppie di treni la collegano con le stazioni di Caltanissetta e di Modica, in coincidenza con i treni diretti a Palermo, Catania e Siracusa.